# Blasiaceae
Die Blasiaceae sind eine Familie der Lebermoose mit nur zwei Arten und werden heute in eine eigene  Klasse der Blasiopsida gestellt.

## Merkmale
Der Thallus ist einfach gebaut und besitzt an der Unterseite zwei Reihen lamellenförmiger Schuppen. Der Bau der Gametophyt-Sporophyt-Verbindung und des Blepharoplasten ähnelt der der Marchantiopsida. Die Spermatozoiden sind gleich gebaut wie die von Marchantia und der Sphaerocarpales.

## Systematik

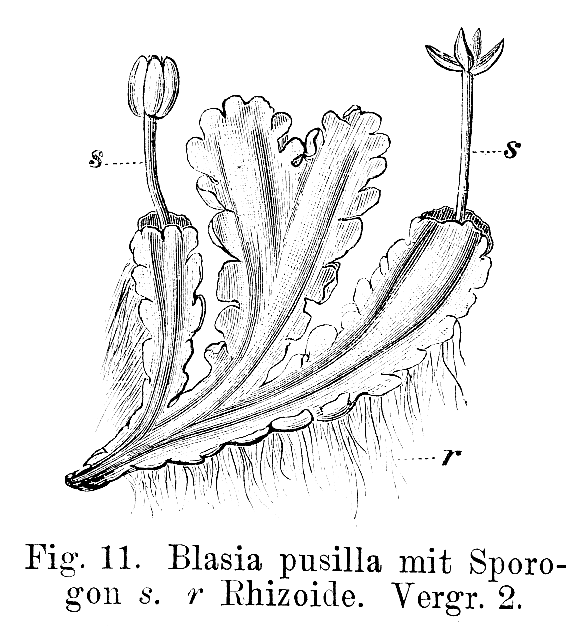
Zeichnung einer Blasia pusilla

### Äußere Systematik
Die systematische Stellung der Blasiaceae ist nicht endgültig geklärt. Aufgrund der Gametophyt-Sporophyt-Verbindung wird die Familie von manchen Autoren zu den Marchantiopsida gestellt. Andere Autoren stellen Blasia aufgrund Untersuchungen der 25S-rDNA in die Metzgeriales, während Stammbäume mit dem trnL-Intron Blasia als eigenen Entwicklungsast erscheinen lassen, weshalb sie als eigene Klasse geführt werden.

### Innere Systematik
Die Klasse besteht aus zwei monotypischen Gattungen:
- Blasia pusilla L. kommt auch in Europa vor. Sie lebt in Symbiose mit Nostoc-Kolonien, bildet Brutkörper aus und besitzt keine Ölkörper
- Cavicularia densa Steph.